# Anton Scherer (Politiker)

Anton Scherer (1982)

Anton Scherer (* 3. November 1925 in Cham; heimatberechtigt in Flühli und Risch; † 29. Mai 2021) war ein Schweizer Politiker (CVP). Er war Nationalrat und Regierungsrat des Kantons Zug.

## Herkunft, Ausbildung und Beruf
Anton Scherer kam 1925 als Sohn des Landwirts Leo Scherer und dessen Ehefrau Anna geborene Lang in Cham im Kanton Zug zur Welt. Nach dem Besuch der Gymnasien in Immensee und Einsiedeln und der Matura 1947 studierte er Geschichte in Freiburg. Dort wurde er mit der Dissertation Ludwig Snell und der schweizerische Radikalismus 1830–1850 (erschienen 1954) zum Dr. phil. promoviert. 1954 heiratete er Alice Meyer.
Von 1955 bis 1959 war Scherer als Sekundarlehrer in Rotkreuz tätig. Anschliessend unterrichtete er von 1959 bis 1974 als Kantonsschullehrer in Zug.

## Politik
Scherer war Mitglied der Christlichdemokratischen Volkspartei. Von 1967 bis 1974 engagierte er sich als Gemeindepräsident seiner Wohngemeinde Risch. Von 1974 bis 1990 war er Regierungsrat des Kantons Zug und leitete die Erziehungsdirektion (später umbenannt in Bildungsdirektion). Bei den Nationalratswahlen der 42. Legislaturperiode 1979 wurde er auf der Liste der CVP gewählt. Bis 1983 vertrat er den Kanton Zug im Nationalrat. 1981/82 und 1987/88 war er Zuger Landammann. Zum Ende seiner Amtszeit als Erziehungsdirektor wurde das Zuger Schulgesetz 1990 in bedeutendem Umfang revidiert.

## Ehrungen
- 1981: Ehrenbürger von Risch